# 晋昌県 (山西省)
晋昌県（しんしょう-けん）は中華人民共和国山西省にかつて存在した県。現在の忻州市定襄県北西部に相当する。
西晋により設置された。南北朝時代の446年（太平真君7年）、北魏により廃止され定襄県に編入された。